# O nascimento da Grécia
O nascimento da Grécia (no original, em francês:  La naissance de la Grèce ou La Naissance de la Grèce : Des Rois aux Cités) é uma monografia ilustrada sobre a história da Grécia antiga. O livro é o 86º volume da coleção enciclopédica «Découvertes Gallimard», escrito pelo historiador francês Pierre Lévêque [fr], e publicado na França pela editora parisiense Gallimard em 26 de setembro de 1990. Em Portugal, entrou em circulação em 2003 por intermédio da editora lisboeta Quimera, como parte da série História em sua coleção «Descobrir».

## Sinopse

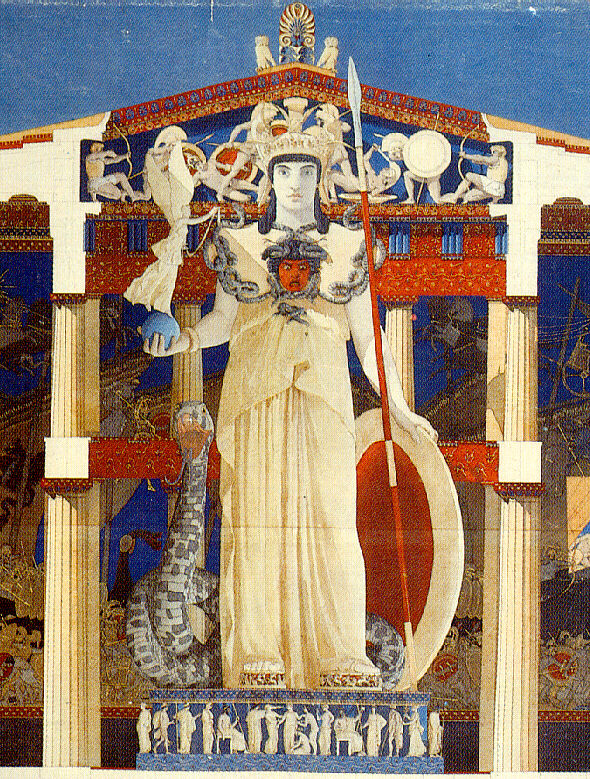
Detalhe do Parthénon de Benoît-Édouard Loviot, mostrando a reconstrução de uma estátua de Atena no Partenon de Atenas, 1879–1881. Desenho apresentado na capa da primeira edição francesa.

Ideais de democracia, arte e arquitetura, profundas explorações filosóficas, o estabelecimento de um registro histórico escrito, o desenvolvimento das formas trágicas e cómicas, a consolidação do panteão olímpico, por essas e muitas outras conquistas somos eternamente gratos aos antigos gregos. O autor recorda neste livro, quinze séculos de uma história agitada, desde as primeiras invasões do solo grego, por volta do ano 2000 antes da nossa era, ao declínio da Grécia, finalmente conquistada por Alexandre o Grande. A obra também homenageia uma série de figuras, incluindo Péricles e Demóstenes, Aristóteles e Platão, Homero e Eurípides.

## Críticas
Em sua seção de recensões críticas de livros, a revista arqueológica Minerva [en] (vol. 6) deu ao livro uma crítica positiva: «Não pode haver melhor introdução em um livre de poche aos muitos aspectos da Grécia antiga.»
Na revista Greece & Rome, Peter Walcot opina que o livro Ancient Greece: Utopia and Reality (edição britânica de La naissance de la Grèce), «como seus predecessores da série "New Horizons" (edição britânica de "Découvertes Gallimard"), é uma tradução do francês e, mais importante, ilustrado de forma mais imaginativa e com preço mais barato. É o texto que acho decepcionante: títulos anteriores tinham um tema específico, enquanto este volume apenas esboça a história dos gregos e suas realizações, desde os minoicos aos macedónios. [...] Ainda assim, quem vai se preocupar muito com o texto quando as imagens são tão maravilhosas?»
O historiador belga Didier Viviers [fr] escreveu na revista L'Antiquité classique [fr]: «Recomendamos vivamente a leitura deste livro aos estudantes e a qualquer amante da história grega, desde a Idade do Bronze até o século IV antes de nossa era. Síntese notável, que vai ao essencial; aqui está, finalmente, alguém seria tentado a escrever, uma obra de divulgação que não se contenta em apresentar uma sucessão de fatos históricos. O leitor descobre, com enorme satisfação intelectual, um pensamento coerente e seguido, que nos faz vivenciar o nascimento da cidade e destaca a fecunda originalidade da sociedade grega. Uma fecundidade que não só sublinha o texto, que se conclui com a dívida do nosso sistema de pensamento para com esta antiga civilização, mas também pela ilustração, fazendo colidir obras clássicas e neoclássicas, como que para nos lembrar também o lugar da Grécia no imaginário dos séculos posteriores.»